# فيزياء ما وراء النموذج المعياري
في الفيزياء، يقدم النموذج المعياري لفيزياء الجسيمات حاليًا أفضل وصف لجميع البيانات التجريبية. يشير مصطلح فيزياء ما وراء النموذج المعياري (بالإنجليزية: Physics beyond the Standard Model) إلى التطورات النظرية اللازمة لشرح قصور النموذج المعياري، مثل أصل الكتلة (المسألة الهرمية)، ومسألة الثابت الكوني، ومسألة خرق تناظر الشحنة السوية القوية، وتذبذب النيوترينو، وتباين المادة والمادة المضادة، وطبيعة المادة المظلمة والطاقة المظلمة. مشكلة أخرى تقع ضمن الإطار الرياضي للنموذج العياري تكمن في عدم تطابق بنائه الرياضي مع ذلك الخاص بالنسبية العامة لدرجة انهيار النموذج العياري أو النسبية العامة أو كلتا النظريتين ضمن بنائهما الخاص في حالات معينة (على سبيل المثال ضمن السمات المعروفة للزمكان مثل الإنفجار الكبير وآفاق الحدث للثقب الأسود).
تشتمل نظريات ما وراء النموذج العياري على امتدادات عديدة للنموذج العياري خلال التناظر الفائق، مثل النموذج العياري الفائق التناظر الأدنى، و النموذج العياري الفائق التناظر القريب من الأدني، أو على تفسيرات جديدة كلياً، مثل نظرية الأوتار، ونظرية-إم، و الأبعاد الإضافية. بميل هذه النظريات ذات التفسيرات الجديدة لإعادة إنتاج مجمل الظواهر الحالية، يمكن تسوية مسألة أي من هذه النظريات هي الأصح، وعلى الأقل تمثل أفضل خطوة باتجاه نظرية كل شيء فقط عبر التجارب، ضمن أكثر مجالات البحث نشاطاً في الفيزياء النظرية والتجريبية، وبالإضافة إلى ذلك، هناك أيضاً العديد من المحاولات لدمج الظواهر المختلفة والمترابطة إلى نظرية أكثر وحدوية، مثل توحيد اقتران المعياري، ونظرية كتل الكوارك، ونظرية كتل النيوترينو.

## مشاكل النموذج العياري
النموذج العياري غير تام، بالرغم من كونه النظرية الأكثر نجاحاً في فيزياء الجسيمات حتى الآن.